# L'Avenir radieux
L'Avenir radieux (titre original en russe : Светлое будущее) est un roman russe d'Alexandre Zinoviev publié et paru en français en 1978 à L'Âge d'homme. Ce roman a reçu la même année le prix Médicis étranger.

## Résumé
Le héros de l'ouvrage est un professeur. L'histoire du livre se déroule à Moscou, dans les années 1970, au sein d'une famille soviétique ordinaire, dont la vie est ponctuée d'évenements banals. Mais le cœur de l'intrigue est l'effort du personnage central de rompre avec sa société et de vivre une vie marginale.

## Accueil de la critique
Pour le quotidien Le Monde, l'auteur dans ce roman « fait pénétrer dans la vie d'un Soviétique moyen » décrivant la « grisaille déprimante de la vie quotidienne, la banalité des problèmes ». 

## Toile de fond
« Les Hauteurs béantes », son premier livre, met abruptement un terme à sa carrière universitaire de logicien. L'ouvrage a été écrit au début des années 1970 et le manuscrit exfiltré en 1976 par une collaboratrice de l'ambassade de France. Le livre sera publié à Lausanne en 1977, grâce au professeur Georges Nivat, expert en slavistique; il apportera une notoriété internationale fulgurante à son auteur, toutefois inconfortable. 
Sous couvert apologétique, les héros de Zinoviev mènent la fronde contre le monde soviétique dans lequel ils sont censés évoluer. Zinoviev ne désigne ses héros que par des surnoms tels que le «bavard», le «barbouilleur» ou le «sociologue», mais au grand dam des apparatchiks de l'ère Brejnev, Zinoviev démontre les impasses de la société soviétique. Le régime donnera le choix à l'auteur : douze ans derrière les barreaux, tandis que sa femme et sa fille seront exilées en Sibérie, ou l'exil avec déchéance de nationalité. L'auteur choisit l'exil et part pour Munich avec sa femme Olga et leur fille. 
Là, Zinoviev se consacre entièrement à l'écriture, multipliant romans et essais au rythme de presque un livre par an : son deuxième livre est « l'Avenir radieux ». Il lui vaudra le prix Médicis étranger. Ses ouvrages paraissent principalement aux éditions de l'Age d'homme, mais aussi chez Julliard, Gallimard ou Laffont. 
Mais Zinoviev a un caractère solitaire. Relativement isolé dans son exil à Munich, il va se montrer de plus en plus critique envers la démocratie tant européene qu'américaine. Il doit reconnaître que l'Ouest ne le satisfait pas plus que l'Est. Totalitarisme et capitalisme le révoltent. Il se dit «allergique» tant à  la «westernisation du monde» qu'aux dérives russes engendrées du communisme, qui n'avait pas su le reconnaître. 
La perestroïka de Gorbatchev ne trouve aucune grâce à ses yeux ; il la dénoncera en 1990 dans «Katastroika» et qualifiera l'Occident de  «suicidaire» pour son intervention dans les conflits des Balkans, dénonçant là «une agression dans le plus pur style hitlérien». 
Déroutant beaucoup de ses admirateurs occidentaux, Alexandre Zinoviev soutient Guennadi Ziouganov, leader communiste du «retour au passé soviétique», contre Boris Eltsine, à l'élection présidentielle de 1996. 
Ses critiques se font de plus en plus dures: «Les libéraux, je les connais. Ils se ressemblent, comme se ressemblent les punaises entre les planches de l'isba. Ils sont pires que les staliniens». 

## Éditions
- L'Avenir radieux, L'Âge d'homme, Lausanne, 1978  (ISBN 978-2825121108).